# Asmus Petersen-Wittkiel

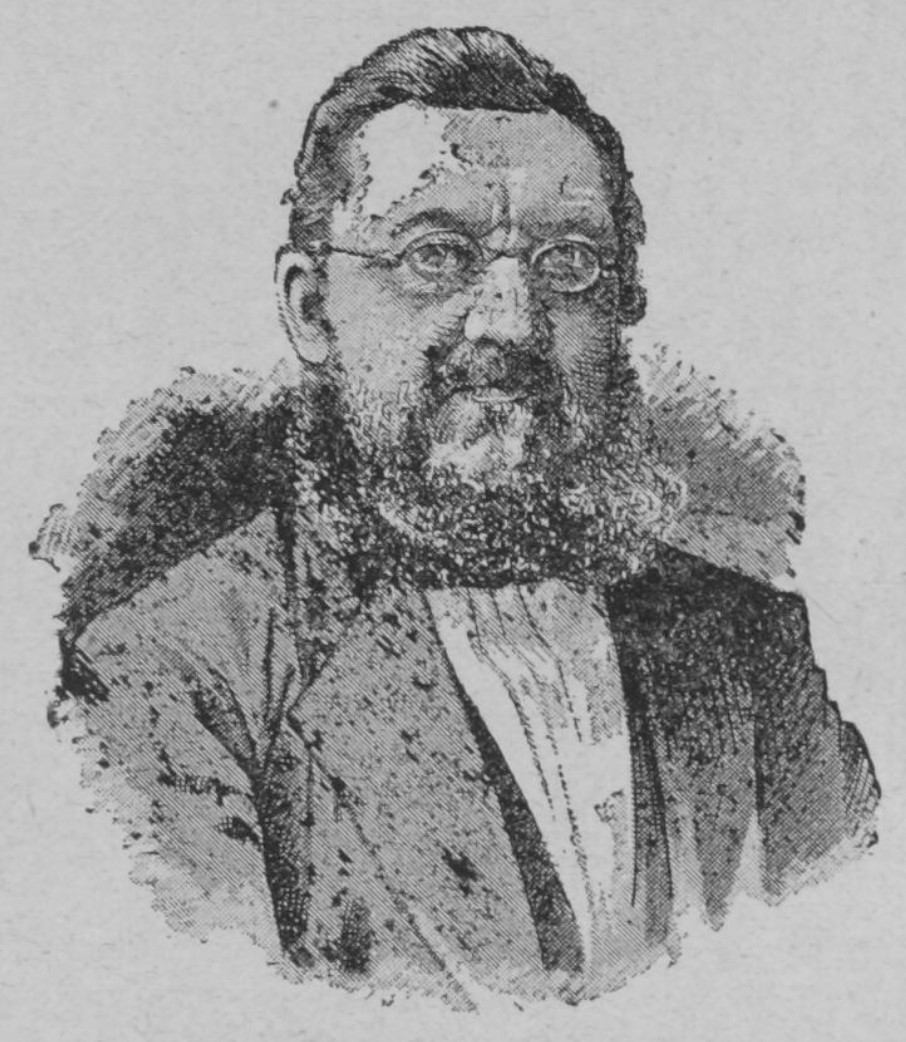
Asmus Petersen-Wittkiel

Asmus Petersen-Wittkiel (* 26. September 1819 auf Gut Wittkiel bei Kappeln; † 8. Dezember 1882 in Breslau) war ein deutscher Landwirt. 

## Leben
Petersen-Wittkiel besuchte die Volksschule in Örsberg und ab 1842 die höhere Volksschule in Rendsburg. 1843 übernahm er den elterlichen Hof, den er erweiterte und modernisierte. Er errichtete eine eigene Ziegelei und erfand ein Windrad mit Selbststellung für Häcksel- und Holzschneidearbeiten und zum Drechseln. Petersen-Wittkiel errichtete daneben einen Gärtnerei- und Baumschulenbetrieb. Zusammen mit seiner Frau unternahm er Reisen nach Schweden, Holland und England, wo er sich über landwirtschaftliche Reformprojekte informierte, die er anschließend selbst einführte, wie zum Beispiel die Boden-Drainage mit gebrannten Tonröhren, die Fruchtwechselwirtschaft, die Drillkultur sowie die Sommerstallfütterung. Ein nach ihm benanntes Wiesenbausystem wurde in mehreren deutschen Bundesstaaten eingeführt.
1882 musste Petersen für seinen Hof Konkurs anmelden und zog nach Schlesien. 
Petersen-Wittkiel war verheiratet mit Maria, geb. Magnussen aus Norgaard. Das Paar hatte keine eigenen Kinder, nahm aber zwei Pflegesöhne bei sich auf.

## Veröffentlichungen
- Beschreibung der neuen Methode des Wiesenbaues. Druck des Königlichen Taubstummen-Instituts, Schleswig 1863.
- mit Friedrich Wilhelm Toussaint und Ferdinand Hannemann: Anleitung zum rationellen Grasbau, mit spezieller Berücksichtigung der Petersen'schen Cultur-Methode und der künstlichen Bewässerung trockener Flußniederungen. Kern, Breslau 1870.
- Der Petersensche Wiesenbau. Paul Parey, Berlin 1885.